# Bustul lui Ion Bănescu din Constanța
Bustul lui Ion Bănescu este un monument istoric situat în municipiul Constanța. Figurează pe noua listă a monumentelor istorice sub codul LMI: CT-III-m-B-02932.

## Imagini

## Istoric și trăsături
Bustul lui Ion Bănescu este situat pe  Bulevardul Tomis, nr.51, în parcul Primăriei. Autor este sculptorul Dimitrie Paciurea în anul 1910.